# 김후곤
김후곤(金煦坤, 1965년 ~ )은 대한민국의 제54대 서울고등검찰청 검사장을 마치고 법무법인 로백스 대표변호사로 재직중이다. KT 컴플라이언스위원회 위원장, 연합뉴스 수용자권익위원회 위원장, 과기정통부 데이터분쟁조정위원회 위원장, 중소상공인희망재단 이사 등 공익활동을 병행하고 있다.

## 학력
- 경동고등학교 졸업
- 동국대학교 법과대학 법학과 졸업 (법학사)
- 한국방송통신대학교 인문과학대학 중어중문학과 졸업
- 조지워싱턴대 로스쿨 방문학자과정 이수(1년)
- 서울대 법과대학원 방송통신법 정책과정 이수(6개월)

## 경력
- 1993년 제35회 사법시험 합격
- 1996년 제25기 사법연수원 수료
- 1996.3 서울지방검찰청 북부지청 검사
- 1998 대구지방검찰청 안동지청 검사
- 1999 수원지방검찰청 검사
- 2001.2 창원지방검찰청 통영지청 검사
- 2002 법무부 송무과 검사
- 2004 서울중앙지방검찰청 검사
- 2008 부산지방검찰청 검사(방송통신위원회 파견)
- 2009 부산지방검찰청 부부장검사(방송통신위원회 파견)
- 2010.8~2011.9 제44대 창원지방검찰청 거창지청 지청장
- 2011.9~2013.4 대검찰청 정보통신과 과장
- 2013.4~2014.1 수원지방검찰청 특수부 부장검사
- 2014.1~2015.2 서울중앙지방검찰청 특수1부 부장검사
- 2015.2~2016.1 대구지방검찰청 서부지청 형사1부장검사
- 2016.1~2017.8 대검찰청 대변인
- 2017.8~2018.6 대검찰청 반부패부 선임연구관
- 2018.06~2019.07 대검찰청 공판송무부장
- 2019.07~2020.01 법무부 기획조정실장
- 2020.01~2021.06 제19대 서울북부지방검찰청 검사장
- 2021.06~2022.05 제67대 대구지방검찰청 검사장
- 2022.05~2022.09 제54대 서울고등검찰청 검사장
- 2022.10~ 법무법인 로백스 대표변호사(기술보호센터장)
- 2022.11~ 연합뉴스 수용자권익위원회 위원장
- 2023.08 법무부 형사사법정보시스템 발전 전략 자문단 자문위원
- 2023.10~ 과기정통부 데이터분쟁조정위원회 위원장
- 2023.11~ 중소상공인희망재단 이사
- 2024.01~ 동국대학교 법과대학 석좌교수
- 2024.03~ KT 준법경영 컴플라이언스위원회 위원장